# Marcel Pillard
Marcel Pillard, né le 1er juillet 1895 à Marseille (Bouches-du-Rhône) et mort le 23 avril 1985 à Marseille, est un ingénieur aéronautique français. 

## Vie privée
Marcel Pillard s’est marié deux fois :
- Le 15 mars 1926, à Marseille, avec Marie Thérèse Augustine Brun (1887-1942). Un contrat de mariage avait été établi le 12 mars 1926.
- En août 1943, à Marseille, avec Léocadie Louise Caroline Sirio (1908-1986) dont il aura un fils, Jean-Claude Pillard[2].

## Distinctions
- Chevalier de la Légion d'honneur[2]